# Величко, Олеся Юрьевна
Олеся Юрьевна Величко (род. 20 мая 1981, Джамбул) — российская спортсменка по современному пятиборью. Мастер спорта России международного класса (1999). Четырёхкратный серебряный призёр чемпионатов мира, трёхкратная чемпионка Европы (2004, 2005) в эстафетном первенстве и (2004) в командном зачете. Участвовала в Олимпийских играх 2004 года в Афинах, заняла 17 место.

## Результаты
- 3-кратная чемпионка мира среди юниоров (2002, Сидней)в личном первенстве, эстафете и командном зачете.
- Чемпионаты Мира:

Милфилд (Великобритания) 2001 : бронзовая медаль в команде.
Пезаро (Италия) 2003 : серебро в индивидуальном, командном и эстафетном зачете.
Москва 2004 : бронзовая медаль в команде.
Варшава (Польша) 2005 : серебряная медаль в эстафете.
- Чемпионаты Европы:

Усти-над-Лабем (Чешская Республика) 2002 : бронзовая медаль в команды.
Албена (Болгария) 2004 : золото в команде и эстафете.
Монтепульчано (Италия) 2005 : золото в составе эстафетной команды.
Будапешт (Венгрия) 2006 : бронзовая медаль в составе эстафетной команды.
- Олимпийские игры 2004 года: 17 место, сумма — 5016 очков (стрельба 176—1048 очков; фехтование 776 очков; плавание 2:34.60 — 1064 очков; верховая езда- 1060 очков; бег 11.03 — 1068 очков).

## Олимпийские игры
- XXVII Олимпийские игры 2004 Афины.

| Место | Спортсмен              | Возраст | результат/очки | Фехтование | результат/очки | Конкур | результат/очки | Сумма |
| 17    | Величко Олеся · Россия | 23      | 176/1048       | 776        | 2.34,96/1064   | 1060   | 11.03,75/1068  | 5016  |

- Результаты по видам пятиборья.

 Стрельба.
| Место | Спортсмен              | Результат | Очки |
| ----- | ---------------------- | --------- | ---- |
| 13.   | Олеся Величко · Россия | 176       | 1048 |

 Фехтование.
| Место | Спортсмен              | Победы | Поражения | Очки |
| ----- | ---------------------- | ------ | --------- | ---- |
| 19.   | Олеся Величко · Россия | 16     | 19        | 776  |

 Плавание.
| Место | Спортсмен              | Результат | Очки |
| ----- | ---------------------- | --------- | ---- |
| 31.   | Олеся Величко · Россия | 2.34,96   | 1064 |

 Верховая езда.
| Место | Спортсмен              | Штрафные очки | Очки |
| ----- | ---------------------- | ------------- | ---- |
| 20.   | Олеся Величко · Россия | 140           | 1060 |

 Кросс.
| Место | Спортсмен              | Результат | Очки |
| ----- | ---------------------- | --------- | ---- |
| 6.    | Олеся Величко · Россия | 11.03,75  | 1068 |